# Глубочок (Великокучуровская сельская община)
Глубочок (укр. Глибочок) — село в Великокучуровской сельской общине Черновицкого района Черновицкой области Украины.
До 2020 года входило в Сторожинецкий район
Население по переписи 2001 года составляло 249 человек. Почтовый индекс — 59051. Телефонный код — 3735. Код КОАТУУ — 7324588502.